# Paramilitar

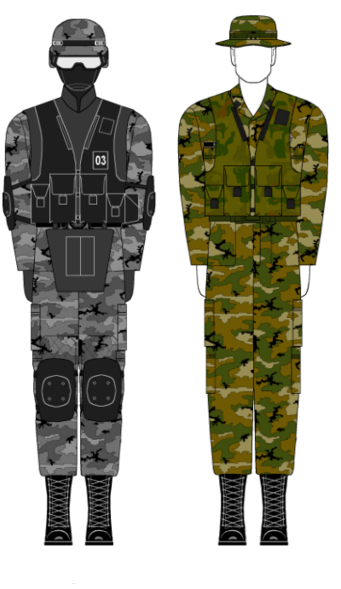
Les forces paramilitars acostumen a portar uniformes similars als militars, per exemple el de camuflatge urbà.

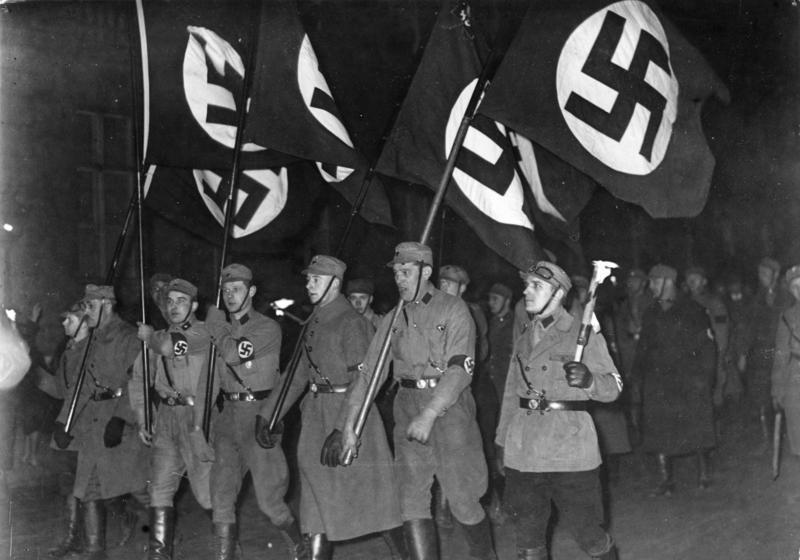
Sturmabteilung, branca paramilitar del partit nazi. Any 1933.

Paramilitar o paramilitarisme són organitzacions civils que tenen una estructura i disciplina similar a la d'un exèrcit, però no formen part de manera formal a les forces militars d'un estat. Les organitzacions paramilitars, poden o no, servir als interessos de l'estat i generalment estan per fora de la llei. Dins dels seus membres hi pot haver forces policials, mercenaris, escamots d'assalt o grups de seguretat privats. Aquests grups generalment tenen un caràcter irregular pel que combaten sense obeir les convencions nacionals i internacionals per a l'exercici de la guerra.

## Legalitat
Segons les lleis de la guerra, un Estat pot incorporar una organització paramilitar o una agència armada (com una policia nacional, una milícia voluntària privada) en les seves forces armades combatents. Les altres parts en un conflicte n'han de ser notificades d'aquest fet.
Encara que un paramilitar no és una força militar, generalment és equivalent a la força de infanteria lleugera d'un militar en termes d'intensitat, potència de foc i estructura organitzativa. Un paramilitar també pot estar comunament sota el comandament d'un exèrcit, fins i tot malgrat no ser part de l'exèrcit o exercir un paper d'assistència per als militars en temps de guerra. Les forces paramilitars també poden incloure missions privades de contractació militar.
En els anys 80, va néixer a Espanya el grup paramilitar conegut com GAL, el qual tenia l'objectiu de posar fi a l'organització terrorista ETA. Va deixar més de trenta víctimes, sis de les quals formaven part d'ETA. Altres exemples van ser els Sturmabteilung i els Schutzstaffel a Alemanya, i els Camises negres a Itàlia, que donaven suport al Partit Nacionalsocialista Obrer Alemany i al règim de Benito Mussolini, respectivament.

## Variants del terme

###### Alemanya
Les Sturmabteilung (SA) (conegudes com a «camises marrons») i les Schutzstaffel' (SS) eren els braços paramilitars del Partit Nacionalsocialista Obrer Alemany de Adolf Hitler.
Els grups paramilitars a la República de Weimar es van formar com a conseqüència de la derrota alemanya a la Primera Guerra Mundial i la revolució alemanya subsegüent. Alguns van ser creats pels partits polítics per facilitar el reclutament, disciplina i la preparació per aconseguir el poder. Alguns van ser creats abans de la Primera Guerra Mundial, però altres van ser formats per individus després de la guerra i van ser anomenats Freikorps (Cossos Lliures, Cossos Francs). Els grups parlamentaris afiliats i altres estaven fora del control governamental, però les unitats de Freikorps es trobaven sota control governamental, als quals subministraven i remuneraven (generalment a través de fonts militars).

###### Colòmbia
El vocable «paramilitar» varia en funció del context en què es presenti. Per exemple, en el cas del conflicte a Irlanda del Nord, es refereix a qualsevol grup armat, mentre que, en el context del conflicte armat a Colòmbia, es considera organització paramilitar aquells grups armats il·legals de dreta o extrema dreta també anomenats «autodefenses», alçats en armes durant el conflicte colombià. El grup paramilitar més conegut a Colòmbia es va denominar Autodefenses Unides de Colòmbia (AUC), un grup armat sota el comandament del paramilitar Carlos Castaño. Després de l'inacabat procés de desmobilització d'aquest grup i els seus aliats, s'està donant el rearmament i activació de diverses faccions d'aquests, coneguts de manera genèrica com les Àguiles Negres, Clan del Golfo, Los Rastrojos.

###### Costa Rica
Aquest grup paramilitar està conformat per pobladors de Illa Calero pertanyent a la província de Limón són guerrillers llestos per defensar en cas d'una invasió de Nicaragua, ja que el país no té armada. A Costa Rica es coneix amb el nom de Patrulla 1856.
No obstant això, la Dirección de Inteligencia y Seguridad (DIS) i l'Organismo de Investigación Judicial (OIJ) també van trobar, el 2017, una xarxa de paramilitars xenòfoba i de dreta de veterans de Força Pública, anomenada Frente Patriótico Defensa Nacional (FPDN) que utilitzen la venda de narcòtics per pagar la compra de les seves armes il·legals.

###### Espanya
A Espanya, a la dècada dels 80 van sorgir els GAL, un grup paramilitar que tenia com a fi acabar amb el grup terrorista ETA. Les seves víctimes es xifren en una trentena de morts, sis dels quals eren militants d'ETA o dels GRAPO. Entre els atemptats destaca el del bar Batxoki, on van morir cinc persones sense cap relació amb ETA. Certes informacions parlaven d'una connexió amb el Govern del llavors president Felipe González, govern del qual van ser processats el seu Ministre d'Interior i el seu Secretari d'Estat per dirigir els GAL.
En l'actualitat (2019) El Yunque, originari de Mèxic, opera a Espanya finançant al Partit d'Ultradreta Vox i a l'associació Hazte Oír. Desokupa, que també té enllaços amb Vox, utilitza paramilitars de Europa de l'Est d'inspiració Txètniks i neonazi.

###### Itàlia
Un altre grup considerat com a paramilitar és el que es va conèixer com Camises negres, que era una organització que recolzava el règim feixista de Benito Mussolini a Itàlia.

###### Mèxic
A Mèxic a inicis de 1970 va existir un grup paramilitar anomenat Halcones. Aquesta agrupació va ser responsable de la Massacre de Corpus Christi —coneguda també com a Halconazo— el 10 de juny de 1971, en la qual prop de 120 persones van ser assassinades durant una manifestació estudiantil a la Ciutat de Mèxic.
El Yunque va ser fundat en 1953 a Mèxic. Actualment (2004) opera també a l'Argentina, Brasil, Xile, Colòmbia, Espanya i Estats Units.

###### Hondures
En 1969 va sorgir el grup conegut com La mancha brava, la qual es va encarregar de perseguir, assassinar, i torturar a immigrants salvadorencs poc abans de la guerra de les 100 hores.

###### Nicaragua
En el context de repressió a les protestes de 2018, diversos organismes de drets humans van denunciar l'aparició a Nicaragua de civils armats que operaven en conjunt amb unitats de la Policia Nacional de Nicaragua per atacar les barricades i bloquejos de carreteres aixecats pels civils protestants emprant la tàctica de "disparar a matar", aquests grups paramilitars estaven presumptament conformats majoritàriament per policies i militars retirats entre altres treballadors públics reclutats, així mateix es destaca la utilització d'armament militar per part de la policia i els grups armats irregulars amb què operava, com ara fusells AK-47,  metralladores PKM, rifles Dragunov i fins i tot llançagranades RPG-7usant aquest armament per disparar indiscriminadament contra manifestacions opositores, un clar exemple va ser el 30 de maig en la coneguda com Massacre del Dia de les Mares, on almenys 19 persones van perdre la vida i més de 200 van resultar ferides en un atac armat contra marxes opositores a les ciutats de Managua, Masaya, Chinandega i Estelí, un altre dels patrons de repressió emprat pels paramilitars va ser l'operació Neteja, que va consistir en atacs massius contra barris i ciutats que havien estat preses per protestants que van establir barricades de llambordes, sent aquests operatius particularment violents, a hores d'ara no n'hi ha hagut cap investigació per part del govern a les violacions de drets humans comeses per aquests grups paramilitars.

###### Veneçuela
Els colectivos han estat assenyalats per atacar el personal de les empreses privades de televisió veneçolana, d'enviar d'amenaces de mort a periodistes, i de llançar bombes de gas lacrimogen a la nunciatura apostòlica del Vaticà el 2009 després que Hugo Chávez els va acusar d'intervenir en el seu govern. Hi ha entre 20 i 100 diferents col·lectius a Veneçuela, sent els grups més destacats els Tupamaros, el Frente Francisco de Miranda, Alexis Vive, La Piedrita y Ciudad Socialista Frente 5 de Marzo. Fermín Mármol León, criminòleg veneçolà i autor de Cuatro crímenes cuatro poderes, va declarar que «si la revolució perd la presidència demà, els col·lectius immediatament es convertiran en una guerrilla urbana». Human Rights Watch els descriu com a «bandes armades que utilitzen la violència amb impunitat» i que assetgen els opositors polítics del govern veneçolà.

## Iran
Els Pasdaran, son una milícia religiosa islàmica de l'Iran que compta amb una organització pròpia i generalitzada per tot el territori, unitats d'intervenció, forces aèries i navals, al servei de la teocràcia al poder al país i en tot paral·lel a les forces armades oficials.